# Damien Lagrange
Pour les articles homonymes, voir Lagrange.

a Compétitions nationales et continentales officielles uniquement.

Dernière mise à jour le 13 juin 2022.
Damien Lagrange, né le 4 juillet 1987 à Bayonne (Pyrénées-Atlantiques), est un joueur de rugby à XV français qui évolue au poste de deuxième ligne au sein de l'effectif du Provence Rugby (1,99 m pour 120 kg).

## Palmarès
- Demi finaliste du championnat de France de Rugby en 2017 avec le Stade rochelais leader du Top 14 lors de la phase régulière (Titulaire lors de la demi finale perdue 15-18 contre le RC Toulon)
- Barragiste des phases finales  du  Top 14  avec l'US Oyonnax en 2015
- Champion de France du championnat de PRO D2 avec le SU Agen  en 2010
- Équipe de France Universitaire : 2007- 2008 : tournoi et tournée au Japon
- Équipe de France -21 ans : 5 sélections en 2006-2007 (tournoi des 6 nations)
- Équipe de France -19 ans : 2006 : participation au championnat du monde à Dubaï, 4 sélections (Afrique du Sud, Irlande, Australie, Angleterre)- demi-finaliste
- Équipe de France -  18 ans : 5 sélections en 2005
- Pôle France Marcoussis : promotion Jean-Prat (2005-2006)